# Stade de la Libération
Das Stade de la Libération ist ein Fußballstadion mit Leichtathletikanlage in Boulogne-sur-Mer im Département Pas-de-Calais in der nördlichsten Region Frankreichs (Hauts-de-France). Der Fußballverein US Boulogne hat hier seine sportliche Heimat. Ein weiterer Nutzer des Stadions ist der Leichtathletikverein Boulogne Athlétique Club. Im Oktober 1949 begannen die Bauarbeiten, doch erst am 1. Juli 1956 wurde die Sportstätte eröffnet.
Nach dem Aufstieg 2007 in die zweite Liga wurden einige Baumaßnahmen nötig.
- Ausbau der Zuschauerkapazität
- Stärkere Flutlichtanlage
- Erneuerung der sanitären Anlagen
- Einrichtungen für Fernsehübertragungen
- Renovierung der Spielerkabinen

Nach dieser Renovierung hatte das Stadion 8.700 Plätze. Durch den Aufstieg des US Boulogne im Mai 2009 in die Ligue 1 wurde die Arena nochmals ausgebaut auf 15.004 Zuschauerplätze. Heute bietet es 15.204 Zuschauerplätze.

## Galerie

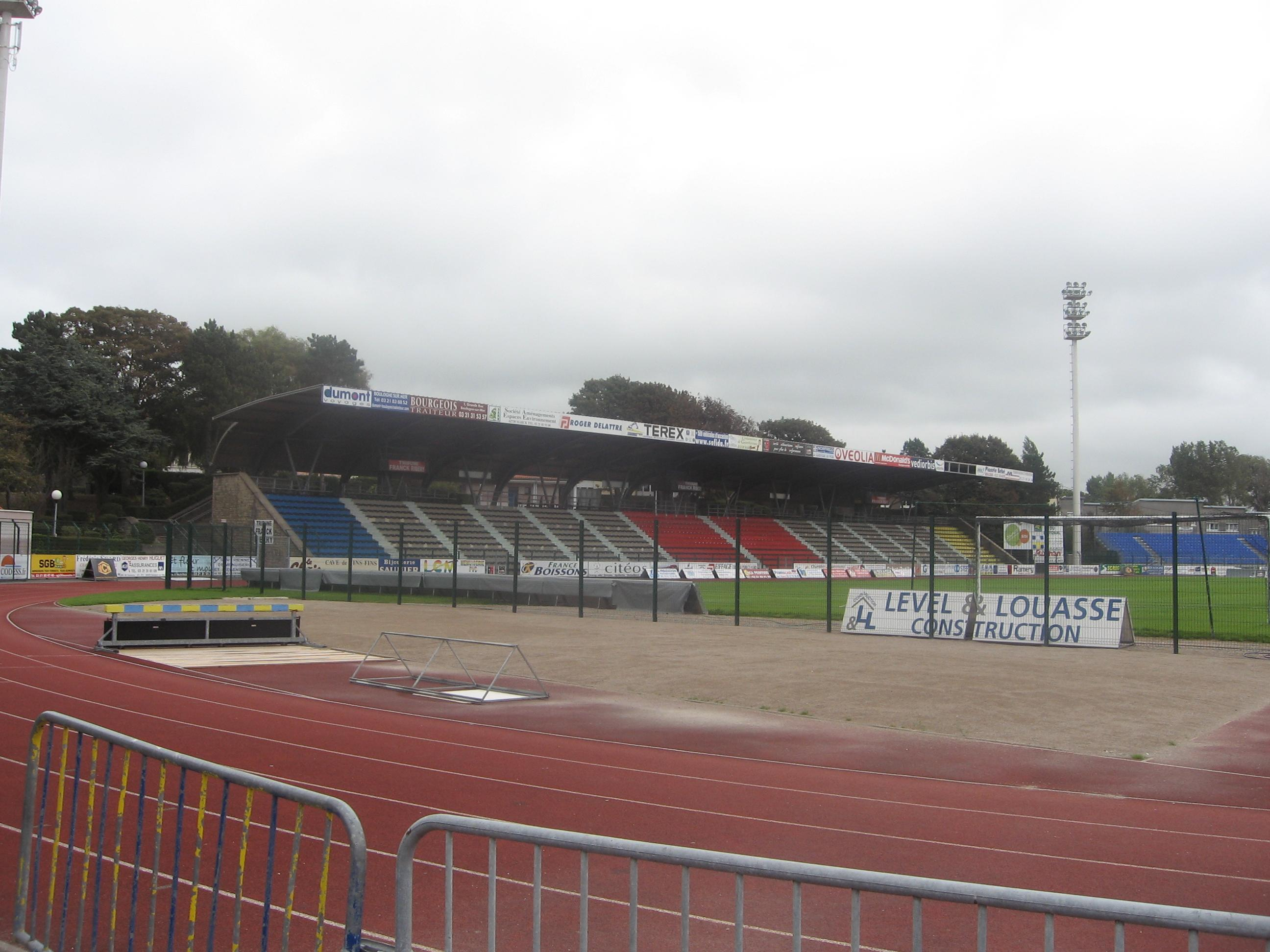
Die Gegentribüne